# Wilco van Kleef
Wilco van Kleef (Cuijk, 16 februari 1981) Zijn lengte (213 cm) maakt hem samen met zijn vrouw Keisha Bolton (1979, 192 cm)
 houder van het
wereldrecord langste echtpaar op aarde.
Ze zijn getrouwd in het Verenigd Koninkrijk waar ze elkaar ontmoet hebben bij de Club van Lange Mensen. Beiden zijn fanatieke dansers. Bolton heeft gezocht naar een danspartner langer dan zij. Van Kleef voldoet aan deze eis. Het klikte tussen de twee en ze trouwden op 17 november 2001 en wonen met hun vijf kinderen in Dagenham.